# جین-رنه لیسنارد
 ژان-رنه لیسنار (انگلیسی: Jean-René Lisnard؛ زادهٔ ۲۵ سپتامبر ۱۹۷۹) یک تنیس‌باز اهل فرانسه است. 

## جستار های وابسته
- رنه مارتنیس
- نیس